# Jakub Taradaj
Jakub Sergiusz Taradaj (ur. 8 marca 1976 w Piekarach Śląskich) – polski fizjoterapeuta, dr hab. nauk o kulturze fizycznej, profesor Katedry Podstaw Fizjoterapii Wydziału Fizjoterapii Akademii Wychowania Fizycznego im. Jerzego Kukuczki w Katowicach, profesor wizytujący University of Manitoba.

## Życiorys
W 1999 ukończył studia fizjoterapii w Akademii Wychowania Fizycznego im. Jerzego Kukuczki w Katowicach, 18 marca 2004 obronił pracę doktorską Ocena przydatności elektrostymulacji wysokonapięciowej we wspomaganiu gojenia owrzodzeń żylnych podudzi, po leczeniu chirurgicznym, 21 czerwca 2012 habilitował się na podstawie pracy zatytułowanej Możliwości fizjoterapii w leczeniu owrzodzeń żylnych goleni. 2 grudnia 2016 nadano mu tytuł profesora w zakresie nauk o kulturze fizycznej. Został zatrudniony na stanowisku adiunkta w Katedrze i Zakładzie Biofizyki Lekarskiej na Wydziale Lekarskim w Katowicach Śląskiego Uniwersytetu Medycznego w Katowicach.
Był profesorem nadzwyczajnym w Katedrze Podstaw Fizjoterapii Klinicznej na Wydziale Fizjoterapii Akademii Wychowania Fizycznego im. Jerzego Kukuczki w Katowicach i w Instytucie Fizjoterapii Państwowej Medycznej Wyższej Szkole Zawodowej w Opolu.
Jest profesorem, kierownikiem Katedry Podstaw Fizjoterapii, dziekanem na Wydziale Fizjoterapii Akademii Wychowania Fizycznego im. Jerzego Kukuczki w Katowicach i profesorem wizytującym w University of Manitoba.
Był członkiem Komitetu Rehabilitacji, Kultury Fizycznej i Integracji Społecznej na V Wydziale Nauk Medycznych Polskiej Akademii Nauk.